# Juri Schlünz
Juri Schlünz (* 27. Juli 1961 in Ost-Berlin) ist ein ehemaliger deutscher Fußballspieler und heutiger Fußballtrainer.

## Sportliche Laufbahn

### Club- und Vereinsstationen
Juri Schlünz wuchs seit seinem sechsten Lebensjahr in Rostock auf und wurde mit 14 Jahren Waise. 1968 wurde er Mitglied von Hansa Rostock. Mit der Juniorenmannschaft der Hanseaten wurde er 1979 Zweiter der DDR-Meisterschaft. 1979 rückte er in den Kader der 1. Mannschaft des Oberliga-Absteigers auf und debütierte am 16. September 1979 gegen Aufbau Sternberg im FDGB-Pokal sowie sechs Tage später, am 22. September 1979, in der zweitklassigen DDR-Liga. Mit zwei Toren beim 3:0-Sieg bei Schiffahrt/Hafen Rostock gelang ihm ein überzeugender Einstieg. Mit den in den vorhergehenden fünf Jahren dreifach aus der Oberliga abgestiegenen Rostockern gelang Schlünz der Wiederaufstieg als ungeschlagener Tabellenführer. Er hatte selbst mit 25 Einsätzen und 11 Toren dazu beigetragen. In der darauf folgenden Saison 1980/81 sicherte er sich mit dem F.C. Hansa als Zehntplatzierter der Oberliga den Klassenerhalt.
Bis 1985/86 spielte Schlünz sechs Jahre für Rostock in der höchsten ostdeutschen Spielklasse und entwickelte sich zum Leistungsträger und Spielmacher. Hansa stieg 1986 jedoch erneut in die DDR-Liga ab, woraufhin in der Folgesaison 1986/87 nicht nur der Wiederaufstieg, sondern auch der Einzug ins FDGB-Pokalfinale gelang. Gegen den 1. FC Lokomotive Leipzig unterlag Schlünz mit Rostock trotz zwischenzeitlicher Führung mit 4:1. Mit dem in der Saison 1988/89 belegten vierten Platz qualifizierte sich Rostock für den internationalen UEFA-Pokal 1989/90, in dem Schlünz ein Spiel gegen den tschechischen Vertreter Baník Ostrava bestritt. Hansa schied bereits in der ersten Runde aus dem Wettbewerb aus.
Als Kapitän führte Schlünz den F.C. Hansa in der letzten Meisterschaftsrunde der Deutschen Demokratischen Republik 1990/91 mit sechs Toren in 24 Einsätzen zum ersten Titelgewinn der Vereinsgeschichte. Im am 2. Juni 1991 letztmals ausgetragenen Pokalfinale besiegte Hansa den Eisenhüttenstädter FC Stahl mit 1:0 und gewann damit das Double; dabei war Schlünz in allen Pokalspielen zum Einsatz gekommen und hatte ein Pokaltor erzielt. In zwölf Jahren beim F.C. Hansa hatte Schlünz bis zur mit der Meisterschaft erreichten Eingliederung in die nun gesamtdeutsche Bundesliga 228 Partien in der Oberliga (48 Tore), 53 Einsätze in der Liga (20 Tore) sowie 42 Spiele im Pokal (18 Tore) absolviert.
Als letzter ostdeutscher Meister 1991 am DFB-Supercup teilnehmend, unterlag Schlünz mit Hansa gegen den 1. FC Kaiserslautern und wurde als erster Spieler in der Geschichte des Deutschen Fußball-Bundes mit der neu eingeführten Gelb-Roten Karte vom Platz gestellt. Im Europapokal der Landesmeister 1991/92 absolvierte Schlünz zwei Einsätze, gegen den späteren Titelträger FC Barcelona schied Rostock jedoch erneut in der ersten Runde aus einem internationalen Wettbewerb aus. In der ersten gesamtdeutschen Bundesligasaison 1991/92 belegte Schlünz nach drei Toren in 25 Partien mit Hansa nur Rang 18 und stieg damit in die 2. Bundesliga ab. In den Zweitliga-Spielzeiten 1992/93 und 1993/94 absolvierte Schlünz weitere 50 Einsätze für Rostock, in denen er sechs Tore erzielen konnte. Bei vier DFB-Pokaleinsätzen während dieser drei Saisons blieb Schlünz ohne Torerfolg.
Für den F.C. Hansa bestritt Schlünz 406 Pflichtspieleinsätze – darunter 356 Liga-, 46 Pokal- und drei Europapokaleinsätze sowie eine Partie im Supercup – und ist damit der Spieler mit den meisten Pflichtspieleinsätzen, den drittmeisten Ligaeinsätzen sowie den drittmeisten Ligatoren für Hansa.
1994 wechselte Schlünz zum Ende seiner Karriere zusammen mit Gernot Alms zum mecklenburgischen Parchimer FC, mit dem er 1994/95 in die Oberliga Nordost (Staffel Nord) aufstieg. Nach sieben Toren in 28 Oberliga-Partien 1995/96 beendete er 1996 seine aktive Karriere.

### Auswahleinsätze
Anfang der 1980er-Jahre bestritt der Hansa-Akteur sechs Länderspiele für die U-21-Nationalmannschaft der DDR. Mit der ostdeutschen Nachwuchself belegte er beim renommierten Turnier von Toulon im Frühjahr 1982 den 4. Platz.
1983 gehört Schlünz zum Kader der DDR-Olympiaauswahl, erhielt jedoch nur in einem Qualifikationsspiel am 5. Oktober 1983 im heimischen Ostseestadion gegen Finnland (1:0) eine Einsatzchance. Die DDR boykottierte anschließend die Olympischen Spiele in Los Angeles.

## Karriere als Trainer und Funktionär
1996 wurde Schlünz zunächst Jugendtrainer beim F.C. Hansa Rostock, für den er ab 1997 als Co-Trainer mit den Trainern Ewald Lienen, Andreas Zachhuber, Friedhelm Funkel und Armin Veh arbeitete (zuletzt ebenfalls mit Assistenztrainer Wolfgang Funkel). Dabei war Schlünz nach Zachhubers sowie Funkels jeweiliger Entlassung zwischen dem 7. Juli und dem 19. September 2000 beziehungsweise vom 2. Dezember 2001 bis 2. Januar 2002 als Interimstrainer der Hanseaten tätig, bevor er am 15. Oktober 2003 als Nachfolger Vehs Cheftrainer des zu diesem Zeitpunkt auf dem letzten Rang der Bundesliga stehenden F.C. Hansa wurde. Zum Saisonende 2003/04 erreichte Schlünz mit Hansa noch den neunten Platz, woraufhin der Verein auf die damit erreichte Teilnahme am UI-Cup verzichtete und stattdessen am DFB-Ligapokal 2004 teilnahm, in dessen erster Runde Hansa gegen Bayer 04 Leverkusen ausschied. 2004/05 trat Juri Schlünz nach der siebenten Heimniederlage der Hanseaten in Folge am 14. November 2004 als Trainer des F.C. Hansa zurück. Unter Schlünz’ Nachfolger Jörg Berger stieg Rostock in derselben Saison in die 2. Bundesliga ab.
Zunächst blieb Schlünz als Scout für Rostock tätig, übernahm 2006/07 zusätzlich das Training einer Jugendmannschaft des F.C. Hansa und wurde im Juli 2007 Jugendkoordinator und somit zugleich Vorstandsmitglied beim F.C. Hansa. 2010 schied er aus dem Vorstand Hansas aus und übernahm das Training der C-Jugendmannschaft, während er zugleich Jugendkoordinator blieb. Unterdessen hatte Schlünz bereits im November 2008 erneut als Interimstrainer der Hanseaten gearbeitet, bei denen Frank Pagelsdorf wegen Erfolglosigkeit beurlaubt worden war. Nach einer 0:6-Niederlage gegen den 1. FC Kaiserslautern übergab Schlünz den Trainerposten an den neuen Cheftrainer Dieter Eilts. Am 11. September 2012 kehrte Schlünz als Leiter der Nachwuchsakademie Rostocks in den Vorstand des Vereins zurück und übernahm die Lizenzspielerabteilung der Kogge.